# ジョバンニ・ビンチ
ファビアン・アイクナー（Fabian Aichner, 1990年7月21日 - ）は、イタリアのトレンティーノ＝アルト・アディジェ州ファルツェス出身のプロレスラー。WWEにてジョバンニ・ビンチ（Giovanni Vinci）のリングネームで所属。

## 経歴

### WWE
2017年6月にWWEと契約。
2018年12月よりマーセル・バーゼルとタッグを組み、NXTとNXT UKの両番組に出演するようになる。また、ウォルターがリーダーを務めるヒールユニット「インペリウムにバーゼルと共に加入した。
2020年5月13日のNXTにて、バーゼルと組んでピート・ダン、ティモシー・サッチャーの持つNXTタッグチーム王座に挑戦（ダンが新型コロナウイルスの影響でイギリスから渡米できず欠場したため、代役としてマット・リドルが出場）。この試合に勝利し、王座を初戴冠した。8月26日にタイラー・ブリーズ、ファンダンゴに敗れて王座陥落した。
2021年10月26日放送のPPV『NXTハロウィーン・ハボック』にて、バーゼルと組んでナッシュ・カーター、ウェス・リーとのランバージャックマッチに勝利し、二度目のNXTタッグチーム王座戴冠を果たした。12月5日放送のPPV『NXTウォーゲームズ』にてカイル・オライリー、フォン・ワグナーに勝利して王座防衛した。
2022年4月2日放送のPPV『NXTスタンド&デリバー』にてトリプルスレットマッチでナッシュ・カーター、ウェス・リーに敗れ、王座陥落した。同月5日にバーゼルと組んでタッグマッチでクリード・ブラザーズと対戦したが、試合途中でバーゼルを見捨てて帰ってしまい、インペリウムを脱退した。5月24日放送のNXTにてリングネームをジョバンニ・ビンチに変更し、「来た、見た、勝った」をキャッチフレーズとする新たなキャラクターを確立した。8月16日放送のPPV『NXTヒートウェイブ』にてカーメロ・ヘイズの持つNXT北米王座に挑戦したが、敗れた。9月3日放送のNXTにて、再びインペリウムに加入した。
2023年のWWEドラフトにて、グンター（ウォルターからリングネームを変更）、ルドウィグ・カイザー（マーセル・バーゼルからリングネームを変更）と共にRawへ移籍した。
2024年4月23日、カイザーと組んでタッグマッチでニュー・デイと対戦したが、敗れた。試合後にカイザーから襲撃され、インペリウムを追放された。1週間後のWWEドラフトにてSmackDownへ移籍した。以降は長期欠場が続いたが、8月9日放送のSmackDownにて近日中の復帰が予告される。その後9月6日放送のSmackDownにて復帰し、アポロ・クルーズとシングルマッチを行ったが、ジャケットを脱ぐのに手間取っている間にレフェリーが試合を始めてしまい、僅か数秒で丸め込まれて敗れた。

## 獲得タイトル
WWE
- NXTタッグチーム王座：2回

w / マーセル・バーゼル
チャンピオンシップ・オブ・レスリング
- cOwインターステート王座：1回

EVOLVE
- EVOLVE王座：1回

ニュー・ヨーロピアン・チャンピオンシップ・レスリング
- NEWハードコア王座：1回
- NEW世界ヘビー級王座：2回
- NEW世界タッグチーム王座：1回

w / メックス
パワー・オブ・レスリング
- POWタッグチーム王座：1回

w / ジェームズ・メイソン
プロレスリング・イラストレーテッド
- 現役プロレスラーTop500：238位（2020年）